# Arquebisbat de Manila
L'arquebisbat de Manila (anglès: Archdiocese of Manila; tagalo: Kalakhang Arkidiyosesis ng Maynila ; castellà Arquidiócesis de Manila; llatí: Archidioecesis Manilensis) és una seu metropolitana de l'Església catòlica a les Filipines. El 2004 tenia 2.719.781 batejats de 2.993.000 habitants.
Actualment és costum que el seu ordinari, l'arquebisbe de Manila, sigui elevat al Col·legi Cardenalici després del seu entronament. L'actual bisbe de Manila és el cardenal Luis Antonio Tagle, el 32è en ocupar el càrrec. Va ser nomenat pel Papa Benet XVI el 13 d'octubre de 2011.

## Territori
L'arxidiócesi comprèn gran part de l'àrea metropolitana de Manila, a la zona sud-occidental de l'illa de Luzon, a les Filipines.
La seu arxiepiscopal és la ciutat de Manila, on es troba la basílica catedral de la Immaculada Concepció. La Mare de Déu, sota l'advocació de la Immaculada Concepció és la titular de la catedral, així com la principal patrona de la República de les Filipines i dels filipins.
El territori està dividit en 85 parròquies.

### Diòcesis sufragànies
- Antipolo
- Cubao
- Imus
- Kalookan
- Malolos
- Novaliches
- Parañaque
- Pasig
- San Pablo

## Història
Pels esforços del conquistador Martín de Goiti - qui va fundar la ciutat de Manila després d'unir els dominis de Sulayman III de Namayan, Tondo i Sabag, Raja Ache Matanda de Maynila i Lakan Dula de Tondo - la diòcesi de Manila va ser erigida canònicament el 6 de febrer de 1579 mitjançant la butlla papal Illius fulti præsidio del Papa Gregori XIII, abastant totes les colònies espanyoles a l'Àsia com a sufragànies de Mèxic. Fra Domingo de Salazar, un dominic del Convent de Sant Sebastià, a Salamanca, va ser l'escollit pel rei Felip II d'Espanya com el bisbe de la nova diòcesi i va ser presentat al Papa.
En el transcurs de la història i el creixement del catolicisme a les Filipines, la diòcesi va ser elevada i noves diòcesis van sorgir al seu territori. El 14 d'agost de 1595, el Papa Climent VIII va elevar la diòcesi a la condició d'arxidiòcesi amb el bisbe Ignacio Santibáñez elevat com el seu primer arquebisbe. Tres noves diòcesis van ser creades com a sufragànies de Manila: Nova Càceres, Nueva Segovia, i Cebú. Amb la creació d'aquestes noves diòcesis, el territori de l'arxidiòcesi es va reduir a la ciutat de Manila i les províncies civils de la rodalia, entre elles l'illa de Mindoro. Limitava al nord amb la diòcesi de Nueva Segovia, al sud amb la diòcesi de Cebú, i al sud-est amb la diòcesi de Nuevo Caceres.

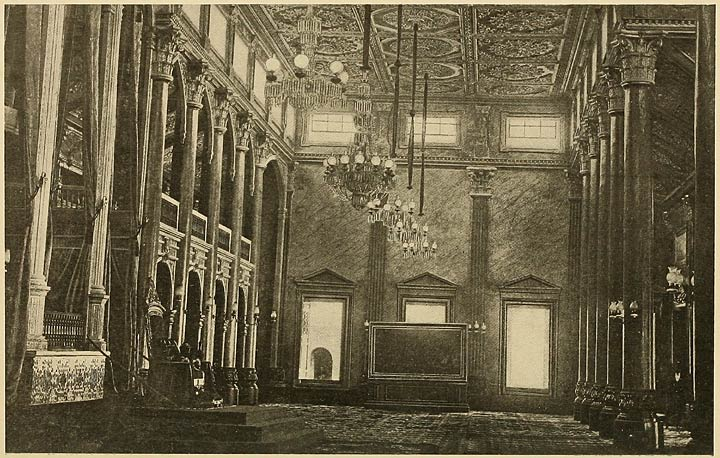
Interior de la Sala del Tron del Palau Arquebisbat tal com era durant el període colonial espanyol.

Durant el període espanyol, l'arxidiòcesi va ser governada per una successió d'arquebisbes espanyols i llatinoamericans. L'ocupació britànica de Manila durant la guerra de Set Anys va veure la conversió temporal de Soltà Azim ud-Din I de Sulu al catolicisme, el saqueig i la destrucció massiva dels tresors eclesiàstics, així com la crema d'esglésies per part dels soldats britànics, mercenaris sipais i residents xinesos rebels a Binondo. Aquest episodi va ser particularment perjudicial per als estudiosos filipins, a causa del fet que els monestirs tenien els arxius i artefactes sobre les rajahnats, datudoms, sultanats i huangdoms filipins precolonials i la seva conversió al catolicisme; van ser bé cremats, perduts o robats pels britànics. Un exemple seria el Codex Bòxer, el propietari del qual, lord Giles d'Ilchester, l'havia heretat d'un avantpassat que el va robar de Manila durant l'ocupació britànica.
No obstant això, la pau va ser posteriorment restaurada després de l'ocupació britànica protestant. En el temps després d'això, els ordes religiosos catòlics (amb l'excepció dels jesuïtes, que van ser suprimits temporalment pels espanyols a causa del seu paper en els moviments anti-imperialistes a l'Amèrica Llatina) es van convertir en la força motriu de gran abast a l'arxidiòcesi de Manila. Els clergues diocesans locals es van ressentir dels ordes religiosos estrangers causa del seu quasi monopoli dels càrrecs eclesiàstics. L'oposició dels ordes religiosos en contra d'un clergat autònom diocesà independent conduí al martiri dels sacerdots Mariano Gómez, José Burgos i Jacinto Zamora, coneguts col·lectivament com a Gomburza. Això va inspirar l'educat amb els jesuïtes José Rizal per formar La Liga Filipina, per demanar reformes a Espanya i el reconeixement del clergat local.
Rizal va ser executat i la La Lliga Filipina dissolta. La Revolució filipina de 1896 es va desencadenar quan els espanyols van descobrir l'organització secreta anticolonial Katipunan, i va acabar la dominació espanyola. Els Estats Units van prendre les Filipines d'Espanya a la guerra Hispano-estatunidenca de 1898; que es va convertir en enfrontaments entre els revolucionaris filipins i els Estats Units en la guerra filipino-estatunidenca de 1899-1902, seguit de la victòria pels Estats Units i la separació de l'Església Catòlica Romana com l'església de l'estat a les Filipines. Alguns membres del Katipunan després van tornar a l'Església Catòlica, especialment a l'ordre dels jesuïtes que havien fomentat el nacionalisme filipí entre els estudiants. En el període posterior a la guerra les esglésies filipines van ser restaurades amb motius arquitectònics Art-Deco.
La província de Mindoro es va establir com a diòcesi independent el 10 d'abril de 1910 per virtut d'un Decretum Consistoriale executat pel Papa Pius X, aplicant la butlla "Quae Mari Sinico" del Papa Lleó XIII. En la mateixa data va ser creada la diòcesi de Lipa (més tard Arxidiòcesi de Lipa), amb jurisdicció sobre les províncies de Batangas, Tayabas, Marinduque i algunes parts de Masbate.
Al maig de 1928 el Papa Pius XI va establir la diòcesi de Lingayen, sostreta a Manila i Nova Segòvia. En aquesta creació 26 parròquies van ser separades de Manila. També va nomenar a la Verge de Guadalupe com a patrona dels filipins el 1938.
El 8 de desembre de 1941 va marcar l'inici de l'ocupació japonesa de les Filipines. Els membres de la secreta Societat del Drac Negre s'havien infiltrat en totes les facetes de la vida de les Filipines i havia guiat en gran manera les forces invasores japoneses. La Segona Guerra Mundial va marcar un període de pèrdua irreparable per a l'arxidiòcesi de Manila. La combinació de robatoris violents i incendis realitzats pels japonesos i els bombardeigs indiscriminats perpetrats pels nord-americans portaren a la pèrdua permanent de molts dels antics temples gòtics, Art-Deco i terratrèmol barroc que es trobaven al voltant de l'arxidiòcesi de Manila.
Enmig de la guerra, al setembre de 1942, el Papa Pius XII va declarar la Mare de Déu de la Immaculada Concepció com a Patrona Principal de les Filipines a la Butlla Papal, Impositi Nobis, conjuntament amb les santes Pudenciana i Rosa de Lima com a patrons secundaris.
El 4 juliol 1946, va marcar la data de la independència de les Filipines respecte als Estats Units. Després d'aquest punt, l'arxidiòcesi de Manila ja no era només l'arxidiòcesi d'una mera colònia o territori, sinó que oficialment es va convertir en la Metròpoli ecelesiàstica de la capital d'una nació sobirana.
L'11 de desembre de 1948, la Constitució Apostòlica "Probe noscitur" dividí encara més l'arxidiòcesi de Manila per la separació de la part nord de l'arxidiòcesi i establint la diòcesi de Sant Fernando. El 25 de novembre de 1961, l'arxidiòcesi de Manila es va dividir de nou: les províncies civils de Bulacan al nord i de Cavite, al sud es van separar de l'arxidiòcesi, la part nord convertint-se en la diòcesi de Malolos i cap al sud, la diòcesi d'Imus.
El papa Joan Pau II va declarar la Catedral de la Immaculada Concepció basílica menor el 1982 a través d'un Motu proprio.
Quinze pobles i dos barangays des de l'est de Rizal van ser extirpades el 24 de gener de 1983 al formar la diòcesi d'Antipolo.
El 2002, altres dues diòcesis van sorgir a partir del territori de l'arxidiòcesi: la diòcesi de Novaliches al nord i la diòcesi de Parañaque al sud, que també componen les ciutats de Las Piñas i Muntinlupa.
El 2003, per recomanació del cardenal Jaime Sin (el líder espiritual de la Revolució del Poder Popular) i per decret papal, l'arxidiòcesi va patir noves particions per formar tres noves diòcesis: les seus de Cubao, Caloocan i Pasig.

## Cronologia episcopal
- Domingo Salazar, O.P. † (6 de febrer de 1579 - 4 de desembre de 1594 mort)
- Ignacio Santibáñez, O.F.M. † (30 d'agost de 1595 - 14 d'agost de 1598 mort)
- Miguel de Benavides, O.P. † (7 d'octubre de 1602 - 26 de juliol de 1605 mort)
- Diego Vázquez de Mercado † (28 de març de 1608 - 12 de juny de 1616 mort)
- Miguel García Serrano, O.S.A. † (12 de febrer de 1618 - 14 de juny de 1629 mort)
- Hernando Guerrero, O.S.A. † (9 de gener de 1634 - 1 de juliol de 1641 mort)
- Fernando Montero Espinosa † (5 de febrer de 1646 - 1648 mort)
- Miguel de Poblete Casasola † (21 de juny de 1649 - 8 de desembre de 1667 mort)
- Juan López † (14 de novembre de 1672 - 12 de febrer de 1674 mort)
- Felipe Fernández de Pardo, O.P. † (8 de gener de 1680 - 31 de desembre de 1689 mort)
- Diego Camacho y Ávila † (19 d'agost de 1696 - 14 de gener de 1704 nomenat bisbe de Guadalajara)
- Francisco de la Cuesta, O.S.H. † (1704 - 23 de setembre de 1723 nomenat bisbe de Michoacán)
- Carlos Bermúdez de Castro † (20 de novembre de 1724 - 13 de novembre de 1729 mort)
- Juan Ángel Rodríguez, O.SS.T. † (17 de desembre de 1731 - 24 de juny de 1742 mort)
- Pedro José Manuel Martínez de Arizala, O.F.M. † (3 de febrer de 1744 - 28 de maig de 1755 mort)
- Manuel Antonio Rojo del Río Vera † (19 de desembre de 1757 - 30 de gener de 1764 mort)
- Basilio Tomás Sancho Hernando, Sch.P. † (14 d'abril de 1766 - 17 de desembre de 1787 nomenat arquebisbe de Granada)
- Juan Antonio Gallego y Orbigo, O.F.M.Disc. † (15 de desembre de 1788 - 17 de maig de 1797 mort)
- Juan Antonio Zulaibar, O.P. † (26 de març de 1804 - 4 de març de 1824 mort)
- Hilarión Díez, O.S.A. † (3 de juliol de 1826 - 7 de maig de 1829 mort)
- José Seguí, O.S.A. † (5 de juliol de 1830 - 4 de juliol de 1845 mort)
- José Aranguren, O.S.A. † (19 de gener de 1846 - 18 d'abril de 1861 mort)
- Gregorio Melitón Martínez Santa Cruz † (23 de desembre de 1861 - 30 de setembre de 1875 renuncià)
- Pedro Payo y Piñeiro, O.P. † (28 de gener de 1876 - 1 de gener de 1889 mort)
- Bernardino Nozaleda y Villa, O.P. † (27 de maig de 1889 - 4 de febrer de 1902 renuncià)
- Jeremiah James Harty † (6 de juny de 1903 - 16 de maig de 1916 nomenat arquebisbe, a títol personal, d'Omaha)
- Michael James O'Doherty † (6 de setembre de 1916 - 13 d'octubre de 1949 mort)
- Gabriel Martelino Reyes † (13 d'octubre de 1949 - 10 d'octubre de 1952 mort)
- Rufino Jiao Santos † (10 de febrer de 1953 - 3 de setembre de 1973 mort)
- Jaime Lachica Sin † (21 de gener de 1974 - 15 de setembre de 2003 jubilat)
- Gaudencio Borbon Rosales (15 de setembre de 2003 - 13 d'octubre de 2011 jubilat)
- Luis Antonio Tagle (13 d'octubre de 2011 - 8 de desembre de 2019 nomenat prefecte de la Congregació per a l'evangelització dels pobles
- Jose Fuerte Advincula, des del 25 de març de 2021

## Estadístiques
A finals del 2004, la diòcesi tenia 2.719.781 batejats sobre una població de 2.993.000 persones, equivalent al 90,9% del total.
| any  | població  | població  | població | sacerdots | sacerdots       | sacerdots       | sacerdots             | diàques | religiosos | religiosos | parroquies |
| ---- | --------- | --------- | -------- | --------- | --------------- | --------------- | --------------------- | ------- | ---------- | ---------- | ---------- |
| any  | batejats  | total     | %        | total     | clergat secular | clergat regular | batejats por sacerdot | diàques | homes      | dones      |            |
| 1950 | 1.749.316 | 2.120.590 | 82,5     | 489       | 157             | 332             | 3.577                 |         | 611        | 1.230      | 117        |
| 1970 | 3.071.878 | 3.596.639 | 85,4     | 1.426     | 162             | 1.264           | 2.154                 |         | 1.516      | 3.315      | 111        |
| 1980 | 5.497.954 | 5.867.613 | 93,7     | 1.218     | 163             | 1.055           | 4.513                 | 1       | 2.144      | 3.149      | 158        |
| 1990 | 6.502.000 | 6.917.000 | 94,0     | 1.119     | 364             | 755             | 5.810                 |         | 2.367      | 2.807      | 201        |
| 1999 | 8.486.273 | 9.349.581 | 90,8     | 1.464     | 547             | 917             | 5.796                 | 91      | 2.522      | 2.556      | 263        |
| 2000 | 8.463.112 | 9.349.581 | 90,5     | 1.364     | 585             | 779             | 6.204                 | 14      | 2.366      | 2.463      | 267        |
| 2001 | 8.699.253 | 9.379.474 | 92,7     | 549       | 803             | 1.352           | 6.434                 | 14      | 1.856      | 2.803      | 270        |
| 2002 | 8.699.253 | 9.379.474 | 92,7     | 1.188     | 528             | 660             | 7.322                 | 7       | 1.675      | 2.156      | 270        |
| 2003 | 2.719.781 | 2.993.000 | 90,9     | ?         | ?               | ?               | ?                     |         | 303        | 710        | 85         |
| 2004 | 2.719.781 | 2.993.000 | 90,9     | 475       | 219             | 256             | 5.725                 | 2       | 369        | 1.730      | 85         |